# Oxydia vespertilio
Oxydia vespertilio là một loài bướm đêm trong họ Geometridae.